# Czesław Śleziak (wojskowy)
Czesław Śleziak (ur. 15 lipca 1906 w Żywcu, zm. 17 stycznia 1972 w Katowicach) – polski wojskowy, podpułkownik, zastępca dowódcy pułku w 5 Kresowej Dywizji Piechoty, uczestnik walk o Narwik, Monte Cassino i Ankonę.

## Życiorys
Absolwent gimnazjum w Żywcu w roku 1923. W 1927 ukończył Seminarium Nauczycielskie w Białej Krakowskiej. W 1927 powołany do wojska, służył w Szkole Podchorążych o Ostrowi Mazowieckiej. Został następnie zawodowym oficerem, przez 9 kolejnych lat przydzielony do 11 pułku piechoty w Tarnowskich Górach.
Podczas kampanii wrześniowej został ciężko ranny. Mimo to udaje mu się przedostać do Francji, gdzie w tworzącej się Armii Polskiej otrzymał stopień kapitana w Brygadzie Strzelców Podhalańskich. Uczestniczył w bitwie o Narwik jako dowódca kompanii. Po klęsce Francji przedostał się na Wyspy Brytyjskie; tam do 1942 uczestniczył w szkoleniu oddziałów polskich w Szkocji. 
W 1942 wysłany został na Bliski Wschód z zadaniem szkolenia i formowania II Korpusu. Otrzymał awans na dowódcę dywizjonu dział samobieżnych w 2 Brygadzie Pancernej. Wraz ze swoim dywizjonem brał udział w Bitwie o Monte Cassino na odcinku 5 Kresowej Dywizji Piechoty. W dalszej kolejności walczył pod Piedimonte, Musone, Ankoną, uczestniczył w forsowaniu Linii Gotów i, ostatecznie, zakończył szlak bojowy zdobyciem Bolonii w kwietniu 1945. 
Po zakończeniu wojny przez kilka lat mieszkał w Szwajcarii, gdzie ukończył szkołę hotelarską. Wyjechał następnie do Londynu, w którym otworzył hotel. W ostatnich latach życia wielokrotnie przyjeżdżał do Polski, między innymi lecząc się w Krynicy. Zmarł w klinice w Katowicach. Pochowany w Żywcu.

## Odznaczenia
- Krzyż Virtuti Militari IV klasy[2]
- Krzyż Virtuti Militari V klasy[2]
- Krzyż Walecznych (trzykrotnie)[2]
- Złoty Krzyż Zasługi z Mieczami[2]
- Krzyż Pamiątkowy Monte Cassino[2]
- Croix de Guerre (Francja)[2]
- Srebrna Gwiazda (USA)[2]